# 八木三枝子
八木 三枝子（やぎ みえこ、1950年6月9日 - 2015年11月24日）は、日本の馬術選手。新大宗ドレッサージュチーム所属。身長160cm、体重52kg。東京都渋谷区生まれ。東洋英和女学院小学部、東洋英和女学院中学部・高等部、慶應義塾大学文学部卒業。

## 経歴
7歳で馬術を始めるが、15歳のときに馬術から離れる。子育てが一段落した38歳で再び馬術を始め、1994年に広島市で開催されたアジア競技大会で、個人、団体の2種目で優勝。全日本選手権では2003年まで10連覇、2007年は4年ぶりの優勝。現在はドイツ・パダボンを拠点にして、1年のうち8か月は海外で馬術修行である。国内では、東京乗馬倶楽部及び、筑波ライディングパークインターナショナルで騎乗している。
オリンピック初出場となる北京大会には携行馬ダウジョーンズで臨み馬場馬術個人と同団体に出場、個人41位、団体9位に終わった（FEI history hubでは馬場競技の出場各選手の順位が繰り下がっており42位となっている）。
八木は、北京オリンピックにエントリーした全競技の女子選手で、最年長であった（ちなみに北京オリンピックにエントリーした全競技の男子選手の最年長は法華津寛）。

## 主な成績

### オリンピック競技大会
- 2008年北京(香港)（ 中国）
  - 馬場馬術 個人41位、団体9位（ダウ・ジョーンズ）

### 世界馬術選手権
- 2010年ケンタッキー（ アメリカ合衆国）
  - 馬場馬術　個人59位、団体13位（ダウ・ジョーンズ）
- 1998年ローマ（ イタリア）
  - 馬場馬術　個人53位、団体15位（タイソーラモン）[5]

### アジア競技大会
- 1994年広島（ 日本）
  - 馬場馬術 個人1位、団体1位